# یواس‌اس ارمسبی (ای‌پی‌ای-۴۵)
یواس‌اس ارمسبی (ای‌پی‌ای-۴۵) (به انگلیسی: USS Ormsby (APA-49)) یک کشتی بود که طول آن 459 ft 3 in بود. این کشتی در سال ۱۹۴۲ ساخته شد.